# Церковь Святого Иоанна Крестителя (Гольшаны)
Церковь Святого Иоанна Крестителя (бел.  Касцёл Святога Яна Хрысціцеля) — католический храм в агрогородке Гольшаны, Гродненская область, Республика Беларусь. Относится к Ошмянскому деканату Гродненского диоцеза. Памятник архитектуры в стиле барокко, построен в 1618 году, полностью перестроен в 1770-х годах. Построен как монастырская церковь монастыря францисканцев, поэтому также известен как костёл францисканцев. Включён в Государственный список историко-культурных ценностей Республики Беларусь.

## История

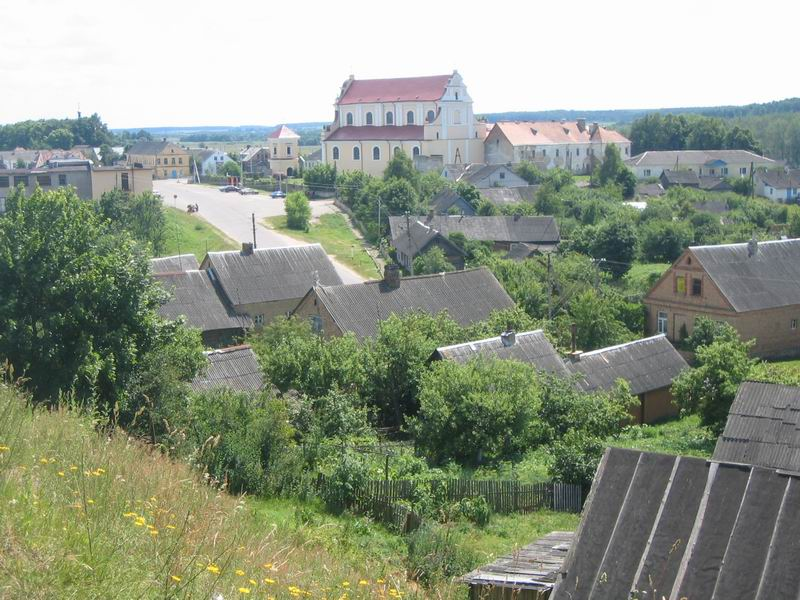
Вид на монастырский комплекс

В 1618 году Павел Стефан Сапега пригласил монахов-францисканцев в своё родовое имение Гольшаны и основал там францисканский монастырь. Монастырская церковь, освящённая в честь Иоанна Крестителя, была построена на фундаменте бывшего кальвинистского собора, тогда же был построен жилой корпус. Павел Сапега и его жёны после смерти были похоронены в этой церкви. В 1770 годах церковь монастыря была разобрана почти до основания и перестроена в барочный храм. Перед костелом в первой половине XIX века поставлена двухъярусная четырёхгранная колокольня над воротами в стиле позднего классицизма.
После восстания 1830 года многие католические монастыри на территории современной Беларуси были закрыты, францисканский монастырь в Гольшанах был закрыт указом от 19 июля 1832 года. Церковь Иоанна Крестителя стала обычной приходской.
В 1886 году настоятелем Гольшанского прихода был ксендз Андрей Ляцкий.
После 1944 года храм пришёл в упадок, но был реконструирован и продолжает оставаться действующим католическим храмом.

## Архитектура

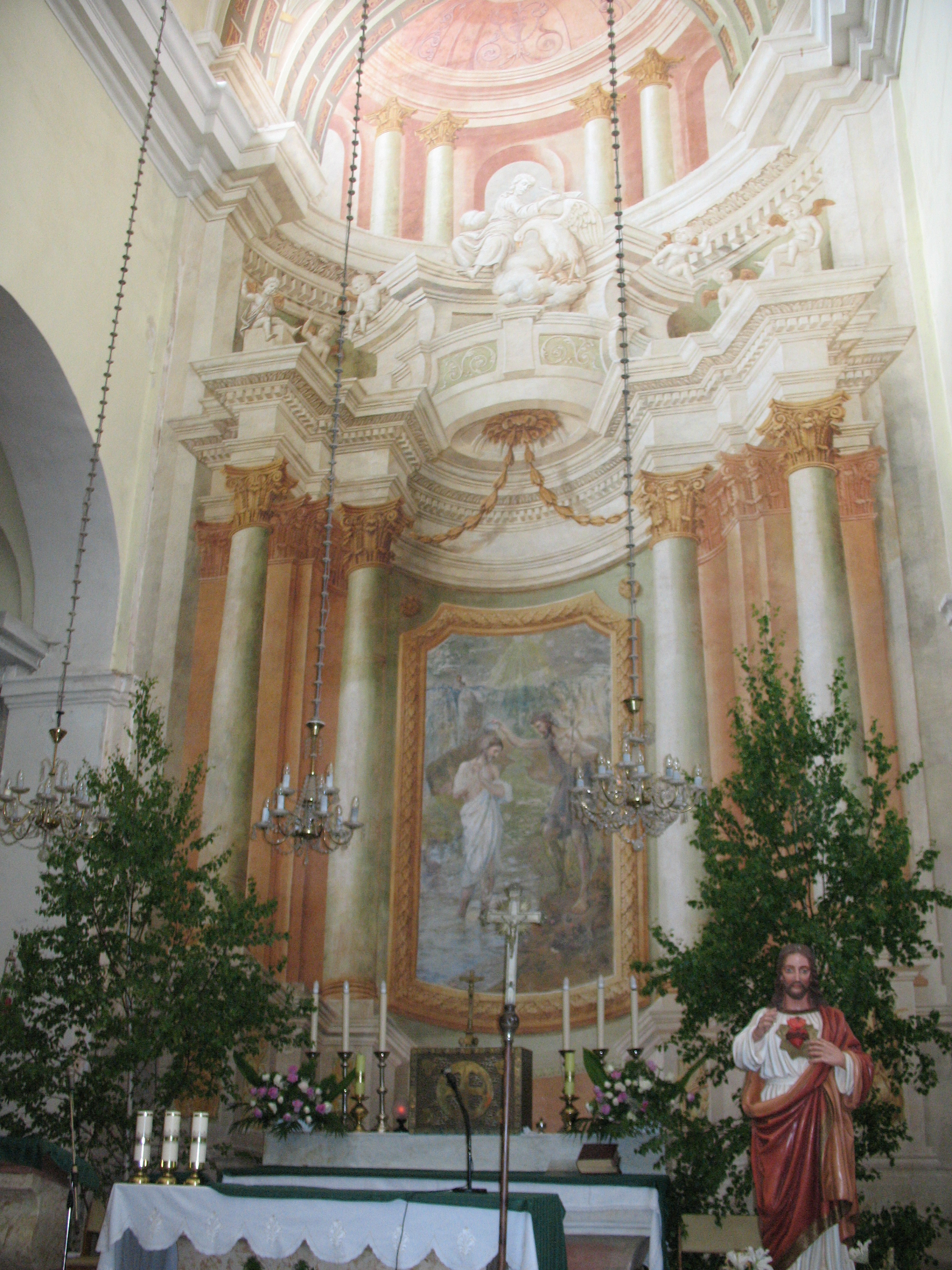
Алтарь и заалтарный образ

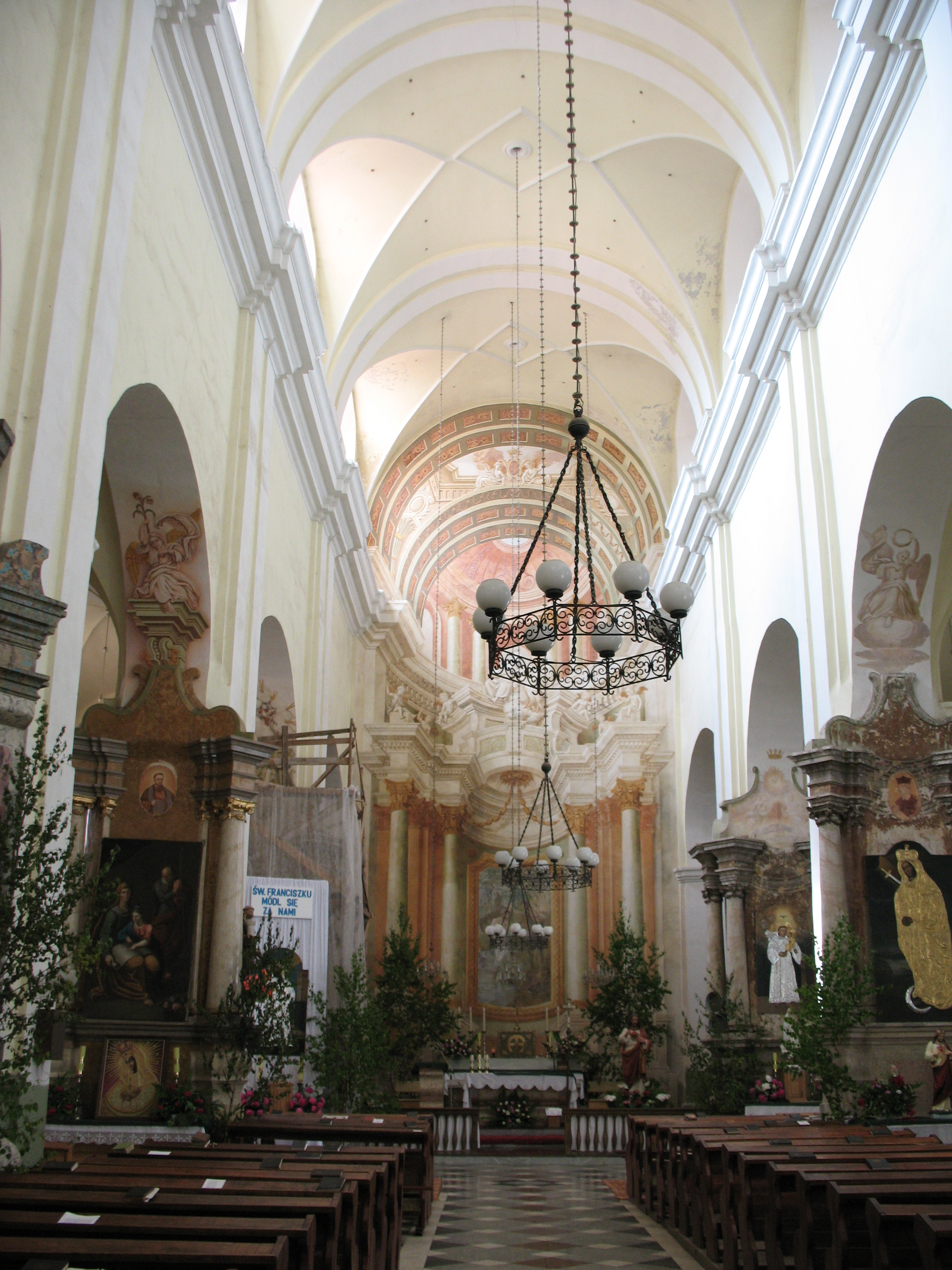
Общий вид интерьера

Храм Иоанна Крестителя — памятник архитектуры стиля барокко. В плане представляет собой прямоугольник, разделенный на три нефа. На главном фасаде нет башен, основной декоративный элемент — фигурный фронтон. Стены декорированы пилястрами, нишами и прорезаны окнами с фигурными завершениями.
Центральный неф костела перекрыт цилиндрическим сводом, боковые нефы имеют более низкую высоту и перекрыты крестовыми сводами. Боковые нефы отделены от главного двумя рядами по 4 колонны. Центральный неф переходит в мощную полукруглую апсиду
В интерьере выделяется фресковая заалтарная роспись XVIII века на плоской стене, создающая иллюзию объёмной полукруглой коринфской колоннады. В центральной части фрески находится изображение сцены Крещения Христа. В правом нефе сохранилось захоронение основателя церкви Павла Стефана Сапеги, но надмогильная скульптура ныне перевезена в музей АН Беларуси в Минске.
С юго-западной стороны к храму примыкает бывший жилой корпус монастыря, частично разрушенный в 1832 году. Ранее здание использовалось как филиал Национального художественного музея Беларуси, однако в 2008 году музей был закрыт из-за недостатка финансирования.

## Легенда о Белой даме
С храмом Иоанна Крестителя связана легенда о призраке Белой дамы, аналогичная многим легендам о Белой даме, существующим в различных странах Европы. Якобы строители не успевали закончить церковь к назначенному сроку, и разгневанный Сапега пригрозил казнить их в случае задержки. Строители решили, что им мешают чёрные силы и принесли в жертву молодую девушку, замуровав её в стену живьём. С тех пор якобы в стенах монастыря и церкви периодически появляется её призрак.